# UEFA Futsal Champions League 2023-2024
La UEFA Futsal Champions League 2023-2024 è stata la 23ª edizione del torneo continentale riservato ai club di calcio a 5 vincitori nella precedente stagione del massimo campionato delle federazioni affiliate alla UEFA, la 6ª con questa denominazione. La competizione è iniziata il 22 agosto 2023 e si è conclusa con la Final Four giocata tra il 2 e il 5 maggio 2024 nella città di Erevan, in Armenia.

## Squadre partecipanti
La Spagna, federazione di provenienza della detentrice del trofeo, il Palma, e le altre tre migliori federazioni del ranking per nazionali ad aprile 2023 (ovvero Portogallo, Kazakistan e Croazia) hanno diritto a iscrivere due squadre. Questo è determinato dalla decisione dell'UEFA di escludere i club russi da tutte le competizioni a seguito del conflitto russo-ucraino. I detentori del Palma e le altre 22 squadre con i coefficienti più alti partono direttamente dal turno principale. Le altre 32 iniziano dal turno preliminare.
Le squadre che hanno già vinto la competizione sono Barcellona (che può eguagliare il record di vittorie dell'Inter), Sporting Lisbona, Qairat, Benfica e Palma, mentre AEL Limassol, Bloomsbury, Étoile Lavalloise, HIT Kiev, Dinamo Zagabria, Constract Lubawa, Prishtina 01, Radnik Bijeljina e Jahn Ratisbona sono al debutto. Il Riga FC ha già partecipato in passato con il nome di Petro-w. Il Qairat è alla sua 20ª partecipazione, record assoluto della manifestazione.

### Ranking federazioni
Per determinare le quattro federazioni che hanno diritto a iscrivere due squadre viene utilizzato il ranking UEFA per nazionali di futsal maschile aggiornato ad aprile 2023.
| Rank | Federazione     | Coeff.   | Squadre |
| ---- | --------------- | -------- | ------- |
| 1    | Portogallo      | 2697.016 | 2       |
| 2    | Russia          | 2547.159 | 0       |
| 3    | Spagna (TH)     | 2494.422 | 2       |
| 4    | Kazakistan      | 2344.395 | 2       |
| 5    | Croazia         | 2035.784 | 2       |
| 6    | Ucraina         | 2010.147 | 1       |
| 7    | Azerbaigian     | 1977.359 | 1       |
| 8    | Serbia          | 1945.646 | 1       |
| 9    | Georgia         | 1924.716 | 1       |
| 10   | Slovenia        | 1891.854 | 1       |
| 11   | Italia          | 1877.471 | 1       |
| 12   | Polonia         | 1845.059 | 1       |
| 13   | Romania         | 1819.600 | 1       |
| 14   | Repubblica Ceca | 1815.227 | 1       |
| 15   | Finlandia       | 1814.563 | 1       |
| 16   | Slovacchia      | 1804.533 | 1       |
| 17   | Francia         | 1759.326 | 1       |
| 18   | Paesi Bassi     | 1740.688 | 1       |
| 19   | Armenia         | 1637.739 | 1       |

| Rank | Federazione          | Coeff.   | Squadre |
| ---- | -------------------- | -------- | ------- |
| 20   | Ungheria             | 1635.528 | 1       |
| 21   | Bosnia ed Erzegovina | 1609.649 | 1       |
| 22   | Belgio               | 1568.922 | 1       |
| 23   | Bielorussia          | 1521.865 | 1       |
| 24   | Moldavia             | 1514.719 | 1       |
| 25   | Macedonia del Nord   | 1451.512 | DNE     |
| 26   | Germania             | 1442.547 | 1       |
| 27   | Lettonia             | 1387.402 | 1       |
| 28   | Svezia               | 1327.701 | 1       |
| 29   | Montenegro           | 1306.735 | 1       |
| 30   | Kosovo               | 1264.444 | 1       |
| 31   | Inghilterra          | 1204.183 | 1       |
| 32   | Danimarca            | 1199.225 | 1       |
| 33   | Lituania             | 1195.790 | 1       |
| 34   | Albania              | 1177.965 | 1       |
| 35   | Norvegia             | 1173.463 | 1       |
| 36   | Grecia               | 1164.389 | 1       |
| 37   | Turchia              | 1131.406 | 1       |

| Rank | Federazione      | Coeff.   | Squadre |
| ---- | ---------------- | -------- | ------- |
| 38   | Israele          | 1128.385 | 1       |
| 39   | Cipro            | 1090.591 | 1       |
| 40   | Svizzera         | 1066.246 | 1       |
| 41   | Bulgaria         | 1031.006 | 1       |
| 42   | Galles           | 1011.432 | 1       |
| 43   | Andorra          | 916.855  | 1       |
| 44   | Malta            | 830.007  | 1       |
| 45   | Gibilterra       | 809.650  | 1       |
| 46   | Austria          | 794.108  | 1       |
| 47   | Estonia          | 787.508  | 1       |
| 48   | San Marino       | 762.906  | 1       |
| 49   | Scozia           | 755.050  | 1       |
| 50   | Irlanda del Nord | 717.420  | 1       |
| (NR) | Irlanda          | —        | 1       |
| (NR) | Islanda          | —        | 1       |
| (NR) | Lussemburgo      | —        | 1       |
| (NR) | Fær Øer          | —        | DNE     |
| (NR) | Liechtenstein    | —        | DNE     |

Note
- (TH) – Nazione con il club detentore del titolo
- (DNE) – Nazione non partecipante
- (NR) – Nazione senza ranking

### Distribuzione delle squadre
La distribuzione delle squadre è regolata dal coefficiente UEFA delle squadre, basato sulle prestazioni delle squadre nelle ultime 3 stagioni.
|                                |                                | Squadre che accedono nel turno                               | Squadre provenienti dal turno precedente |
| ------------------------------ | ------------------------------ | ------------------------------------------------------------ | --- |
| Turno preliminare (32 squadre) | Turno preliminare (32 squadre) | - 32 squadre con ranking più basso                           | |
| Turno principale               | Percorso A (16 squadre)        | - Detentori del titolo - 15 squadre con ranking 1–11 e 16–19 | |
| Turno principale               | Percorso B (16 squadre)        | - 7 squadre con ranking 12–15 e 20-22                        | - 8 prime classificate del turno preliminare - 1 migliore seconda classificata del turno preliminare |
| Turno élite (16 squadre)       | Turno élite (16 squadre)       |                                                              | - 4 prime classificate del percorso A del turno principale - 4 seconde classificate del percorso A del turno principale - 4 terze classificate del percorso A del turno principale - 4 prime classificate del percorso B del turno principale |
| Final four (4 squadre)         | Final four (4 squadre)         |                                                              | - 4 prime classificate del turno élite |

### Lista
I club sono stati ordinati in base al loro coefficiente UEFA (aggiornato al 2023).

| Turno principale | Turno principale    | Turno principale | Turno principale | Turno principale |
| Rank             | Squadra             | Coeff.           | Percorso         | Fascia           |
| ---------------- | ------------------- | ---------------- | ---------------- | ---------------- |
| 1                | Sporting Lisbona    | 75.334           | A                | 1                |
| 2                | Barcellona          | 65.500           | A                | 1                |
| 3                | Benfica (RU)        | 55.334           | A                | 1                |
| TH               | Palma (TH, H)       | 46.166           | A                | 1                |
| 4                | Qairat              | 26.667           | A                | 2                |
| 5                | Dobovec (H)         | 17.500           | A                | 2                |
| 6                | Anderlecht          | 17.500           | A                | 2                |
| 7                | Olmissum (RU, H)    | 14.832           | A                | 2                |
| 8                | Ayat (RU)           | 12.000           | A                | 3                |
| 9                | Haladás             | 10.500           | A                | 3                |
| 10               | St. Andrews         | 10.000           | A                | 3                |
| 11               | United Galați       | 10.000           | A                | 3                |
| 12               | Žalgiris (H)        | 9.500            | B                | 1                |
| 13               | Plzeň (H)           | 9.500            | B                | 1                |
| 14               | Feldi Eboli (H)     | 8.334            | B                | 1                |
| 15               | Dinamo Zagabria (H) | 7.166            | B                | 1                |
| 16               | Loznica (H)         | 6.833            | A                | 4                |
| 17               | HIT Kiev            | 6.000            | A                | 4                |
| 18               | Differdange 03      | 5.500            | A                | 4                |
| 19               | Étoile Lavalloise   | 5.167            | A                | 4                |
| 20               | KaDy                | 4.750            | B                | 2                |
| 21               | Gentofte            | 4.750            | B                | 2                |
| 22               | Stalìca Minsk       | 4.334            | B                | 2                |

| Turno preliminare | Turno preliminare    | Turno preliminare | Turno preliminare |
| Rank              | Squadra              | Coeff.            | Fascia            |
| ----------------- | -------------------- | ----------------- | ----------------- |
| 23                | Araz Naxçıvan        | 4.250             | 1                 |
| 24                | Constract Lubawa (H) | 4.084             | 1                 |
| 25                | Minerva              | 3.500             | 1                 |
| 26                | Lučenec (H)          | 3.250             | 1                 |
| 27                | Doukas (H)           | 3.000             | 1                 |
| 28                | Örebro               | 2.834             | 1                 |
| 29                | Eindhoven            | 2.834             | 1                 |
| 30                | Radnik Bijeljina     | 2.667             | 1                 |
| 31                | Diamant Linz         | 2.584             | 2                 |
| 32                | Prishtina 01         | 2.334             | 2                 |
| 33                | Riga FC (H)          | 2.166             | 2                 |
| 34                | Titograd (H)         | 2.000             | 2                 |
| 35                | Yerevan FC           | 1.834             | 2                 |
| 36                | Tirana (H)           | 1.500             | 2                 |
| 37                | Cosmos Tallinn       | 1.334             | 2                 |
| 38                | Blue Magic           | 1.000             | 2                 |
| 39                | Georgians Tbilisi    | 1.000             | 3                 |
| 40                | Encamp               | 1.000             | 3                 |
| 41                | Nistru-Chișinău      | 1.000             | 3                 |
| 42                | Jahn Ratisbona       | 1.000             | 3                 |
| 43                | Amigo Northwest (H)  | 0.666             | 3                 |
| 44                | Utleira              | 0.666             | 3                 |
| 45                | AEL Limassol (H)     | 0.666             | 3                 |
| 46                | Cefn Druids          | 0.500             | 3                 |
| 47                | Bloomsbury           | 0.500             | 4                 |
| 48                | PYF Saltires         | 0.250             | 4                 |
| 49                | ASA Tel Aviv         | 0.000             | 4                 |
| 50                | Şişli                | 0.000             | 4                 |
| 51                | Sparta Belfast       | 0.000             | 4                 |
| 52                | Fiorentino           | 0.000             | 4                 |
| 53                | Ísbjörninn           | 0.000             | 4                 |
| 54                | Europa FC            | 0.000             | 4                 |

Note
- (TH) – Squadra campione in carica
- (RU) – Secondo posto nazionale
- (H) - Selezionato come ospitante

## Formula[2][5]
- Turno preliminare (23-26 agosto 2023)

In questo turno si affrontano le 32 squadre con il ranking più basso, divise in 8 gironi da quattro squadre da giocarsi in casa di una delle squadre, le vincitrici dei gironi e la migliore seconda classificata accedono al turno successivo.
- Turno principale (24-29 ottobre 2023)

Percorso A:
Seguono questo percorso la squadra detentrice, le altre prime 11 squadre del ranking e quelle dal 16º al 19º posto nel ranking, divise in quattro gironi da quattro squadre, da giocare in casa di una delle partecipanti. Le prime tre squadre in ognuno dei gironi si qualificano a turno élite.
Percorso B:
Le squadre dal 12º al 15º posto e dal 20º al 22º posto verranno raggiunte dalle qualificate del turno preliminare, per un totale di 16 partecipanti, anche qui divise in quattro gironi da quattro squadre, da giocare in casa di una delle partecipanti. Le vincitrici dei gironi si qualificano al turno élite.
- Turno élite e final four (28 novembre-3 dicembre 2023)

Le 16 squadre si affrontano in quattro gironi da quattro. Le rispettive vincitrici dei gironi si qualificano per la fase finale.
- Final four (2-5 maggio 2023)

Le 4 squadre si affrontano in una final four in sede unica per determinare il podio della competizione.

### Criteri di classificazione
Nei turni preliminare, principale ed élite le squadre sono classificate in base ai punti ottenuti (3 per la vittoria, uno per il pareggio, 0 per la sconfitta). In caso di parità vengono applicati i seguenti criteri:
1. Maggior numero di punti nelle partite disputate fra le squadre in questione (scontri diretti);
2. Miglior differenza reti nelle partite disputate fra le squadre in questione;
3. Maggior numero di gol segnati nelle partite disputate fra le squadre in questione;
4. Se alcune squadre sono ancora a pari merito dopo aver applicato questi criteri, essi vengono riapplicati esclusivamente alle partite fra le squadre in questione per determinare la classifica finale. Se la suddetta procedura non porta a un esito, si applicano i seguenti criteri;
5. Miglior differenza reti in tutte le partite del girone;
6. Maggior numero di gol segnati in tutte le partite del girone;
7. Minor numero di punti disciplinari (rosso diretto= 3 punti, giallo = 1 punto, doppio giallo = 3 punti);
8. Coefficiente UEFA al momento del sorteggio per il turno in questione.

Se due squadre che hanno lo stesso numero di punti e hanno segnato e concesso lo stesso numero di gol si incontrassero all'ultima giornata e la partita finisse in parità si procederebbe allo svolgimento dei tiri di rigore. Questa procedura avrà luogo solo nel caso in cui non ci fossero altre squadre coinvolte e la partita fosse decisiva per il passaggio del turno.
Per determinare la migliore seconda classificata del turno preliminare vengono applicati i seguenti criteri:
1. Maggior numero di punti
2. Miglior differenza reti
3. Maggior numero di gol segnati
4. Minor numero di punti disciplinari (rosso diretto= 3 punti, giallo = 1 punto, doppio giallo = 3 punti);
5. Coefficiente UEFA al momento del sorteggio.

## Programma
| Fase              | Sorteggio              | Date                          |
| ----------------- | ---------------------- | ----------------------------- |
| Turno preliminare | 5 luglio 2023 (Nyon)   | 23 - 26 agosto 2023           |
| Turno principale  | 5 luglio 2023 (Nyon)   | 24 - 29 ottobre 2023          |
| Turno élite       | 2 novembre 2023 (Nyon) | 28 novembre - 3 dicembre 2023 |
| Fase finale       | TBD (Nyon)             | 2 - 5 maggio 2023             |

Nei mini-tornei il calendario è il seguente, con una giornata di riposo tra la seconda e la terza giornata:
Nota: per il calendario la squadra organizzatrice è considerata la squadra 1, le altre sono classificate in base al proprio ranking nei turni preliminare e principale e in base alla posizione al momento del sorteggio per il turno élite.
| Giornata   | Partite      |
| ---------- | ------------ |
| Giornata 1 | 2 v 4, 3 v 1 |
| Giornata 2 | 3 v 2, 1 v 4 |
| Giornata 3 | 4 v 3, 1 v 2 |

## Turno preliminare

### Gruppo A
| Squadra        | P.ti | G | V | N | P | GF | GS | DR  |
| -------------- | ---- | - | - | - | - | -- | -- | --- |
| Riga FC (H)    | 9    | 3 | 3 | 0 | 0 | 33 | 5  | +28 |
| Araz Naxçıvan  | 6    | 3 | 2 | 0 | 1 | 17 | 9  | +8  |
| Jahn Ratisbona | 3    | 3 | 1 | 0 | 2 | 4  | 9  | -5  |
| Şişli          | 0    | 3 | 0 | 0 | 3 | 3  | 34 | -31 |

| Squadra 1      | Risultato   | Squadra 2      |
| 1ª giornata    | 1ª giornata | 1ª giornata    |
| -------------- | ----------- | -------------- |
| Araz Naxçıvan  | 9 - 1       | Şişli          |
| Jahn Ratisbona | 1 - 3       | Riga FC        |
| 2ª giornata    |             |                |
| Jahn Ratisbona | 0 - 5       | Araz Naxçıvan  |
| Riga FC        | 22 - 1      | Şişli          |
| 3ª giornata    |             |                |
| Şişli          | 1 - 3       | Jahn Ratisbona |
| Riga FC        | 8 - 3       | Araz Naxçıvan  |

### Gruppo B
| Squadra             | P.ti | G | V | N | P | GF | GS | DR  |
| ------------------- | ---- | - | - | - | - | -- | -- | --- |
| Örebro              | 7    | 3 | 2 | 1 | 0 | 16 | 6  | +10 |
| Amigo Northwest (H) | 7    | 3 | 2 | 1 | 0 | 13 | 5  | +8  |
| Diamant Linz        | 3    | 3 | 0 | 0 | 0 | 5  | 9  | -4  |
| ASA Tel Aviv        | 0    | 3 | 0 | 0 | 0 | 4  | 18 | -14 |

| Squadra 1       | Risultato   | Squadra 2       |
| 1ª giornata     | 1ª giornata | 1ª giornata     |
| --------------- | ----------- | --------------- |
| Örebro          | 9 - 2       | ASA Tel Aviv    |
| Diamant Linz    | 1 - 4       | Amigo Northwest |
| 2ª giornata     |             |                 |
| Diamant Linz    | 1 - 4       | Örebro          |
| Amigo Northwest | 6 - 1       | ASA Tel Aviv    |
| 3ª giornata     |             |                 |
| ASA Tel Aviv    | 1 - 3       | Diamant Linz    |
| Amigo Northwest | 3 - 3       | Örebro          |

### Gruppo C
| Squadra           | P.ti | G | V | N | P | GF | GS | DR  |
| ----------------- | ---- | - | - | - | - | -- | -- | --- |
| Titograd (H)      | 9    | 3 | 3 | 0 | 0 | 13 | 6  | +7  |
| Georgians Tbilisi | 6    | 3 | 2 | 0 | 1 | 11 | 4  | +7  |
| Eindhoven         | 3    | 3 | 1 | 0 | 2 | 7  | 10 | -3  |
| Europa FC         | 0    | 3 | 0 | 0 | 3 | 1  | 12 | -11 |

| Squadra 1         | Risultato   | Squadra 2         |
| 1ª giornata       | 1ª giornata | 1ª giornata       |
| ----------------- | ----------- | ----------------- |
| Eindhoven         | 5 - 0       | Europa FC         |
| Georgians Tbilisi | 3 - 4       | Titograd          |
| 2ª giornata       |             |                   |
| Georgians Tbilisi | 5 - 0       | Eindhoven         |
| Titograd          | 4 - 1       | Europa FC         |
| 3ª giornata       |             |                   |
| Europa FC         | 0 - 3       | Georgians Tbilisi |
| Titograd          | 5 - 2       | Eindhoven         |

### Gruppo D
| Squadra              | P.ti | G | V | N | P | GF | GS | DR  |
| -------------------- | ---- | - | - | - | - | -- | -- | --- |
| Prishtina 01         | 7    | 3 | 2 | 1 | 0 | 17 | 3  | +14 |
| Constract Lubawa (H) | 7    | 3 | 2 | 1 | 0 | 15 | 1  | +14 |
| Utleira              | 3    | 3 | 1 | 0 | 2 | 7  | 12 | -5  |
| Ísbjörninn           | 0    | 3 | 0 | 0 | 3 | 2  | 25 | -23 |

| Squadra 1        | Risultato   | Squadra 2        |
| 1ª giornata      | 1ª giornata | 1ª giornata      |
| ---------------- | ----------- | ---------------- |
| Prishtina 01     | 11 - 1      | Ísbjörninn       |
| Utleira          | 0 - 6       | Constract Lubawa |
| 2ª giornata      |             |                  |
| Utleira          | 1 - 5       | Prishtina 01     |
| Constract Lubawa | 8 - 0       | Ísbjörninn       |
| 3ª giornata      |             |                  |
| Ísbjörninn       | 1 - 6       | Utleira          |
| Constract Lubawa | 1 - 1       | Prishtina 01     |

### Gruppo E
| Squadra        | P.ti | G | V | N | P | GF | GS | DR  |
| -------------- | ---- | - | - | - | - | -- | -- | --- |
| Lučenec (H)    | 7    | 3 | 2 | 1 | 0 | 14 | 6  | +8  |
| Cosmos Tallinn | 7    | 3 | 2 | 1 | 0 | 13 | 7  | +6  |
| PYF Saltires   | 3    | 3 | 1 | 0 | 2 | 9  | 12 | -3  |
| Encamp         | 0    | 3 | 0 | 0 | 3 | 2  | 13 | -11 |

| Squadra 1      | Risultato   | Squadra 2      |
| 1ª giornata    | 1ª giornata | 1ª giornata    |
| -------------- | ----------- | -------------- |
| Cosmos Tallinn | 5 - 2       | PYF Saltires   |
| Encamp         | 1 - 3       | Lučenec        |
| 2ª giornata    |             |                |
| Encamp         | 1 - 4       | Cosmos Tallinn |
| Lučenec        | 7 - 1       | PYF Saltires   |
| 3ª giornata    |             |                |
| PYF Saltires   | 6 - 0       | Encamp         |
| Lučenec        | 4 - 4       | Cosmos Tallinn |

### Gruppo F
| Squadra         | P.ti | G | V | N | P | GF | GS | DR  |
| --------------- | ---- | - | - | - | - | -- | -- | --- |
| Doukas (H)      | 9    | 3 | 3 | 0 | 0 | 14 | 4  | +10 |
| Blue Magic      | 4    | 3 | 1 | 1 | 1 | 9  | 9  | 0   |
| Nistru-Chișinău | 4    | 3 | 1 | 1 | 1 | 6  | 8  | -2  |
| Bloomsbury      | 0    | 3 | 0 | 0 | 3 | 4  | 12 | -8  |

| Squadra 1       | Risultato   | Squadra 2       |
| 1ª giornata     | 1ª giornata | 1ª giornata     |
| --------------- | ----------- | --------------- |
| Blue Magic      | 5 - 0       | Bloomsbury      |
| Nistru-Chișinău | 0 - 4       | Doukas          |
| 2ª giornata     |             |                 |
| Nistru-Chișinău | 2 - 2       | Blue Magic      |
| Doukas          | 3 - 2       | Bloomsbury      |
| 3ª giornata     |             |                 |
| Bloomsbury      | 2 - 4       | Nistru-Chișinău |
| Doukas          | 7 - 2       | Blue Magic      |

### Gruppo G
| Squadra          | P.ti | G | V | N | P | GF | GS | DR  |
| ---------------- | ---- | - | - | - | - | -- | -- | --- |
| AEL Limassol (H) | 7    | 3 | 2 | 1 | 0 | 15 | 4  | +11 |
| Minerva          | 4    | 3 | 1 | 1 | 1 | 10 | 9  | +1  |
| Fiorentino       | 2    | 3 | 0 | 2 | 1 | 2  | 7  | -5  |
| Yerevan FC       | 2    | 3 | 0 | 2 | 1 | 5  | 12 | -7  |

| Squadra 1    | Risultato   | Squadra 2    |
| 1ª giornata  | 1ª giornata | 1ª giornata  |
| ------------ | ----------- | ------------ |
| Minerva      | 5 - 0       | Fiorentino   |
| Yerevan FC   | 1 - 8       | AEL Limassol |
| 2ª giornata  |             |              |
| Yerevan FC   | 4 - 4       | Minerva      |
| AEL Limassol | 2 - 2       | Fiorentino   |
| 3ª giornata  |             |              |
| Fiorentino   | 0 - 0       | Yerevan FC   |
| AEL Limassol | 5 - 1       | Minerva      |

### Gruppo H
| Squadra          | P.ti | G | V | N | P | GF | GS | DR  |
| ---------------- | ---- | - | - | - | - | -- | -- | --- |
| Radnik Bijeljina | 6    | 2 | 2 | 0 | 0 | 23 | 4  | +19 |
| Tirana (H)       | 3    | 2 | 1 | 0 | 1 | 9  | 10 | -1  |
| Sparta Belfast   | 0    | 2 | 0 | 0 | 2 | 5  | 23 | -18 |
| Cefn Druids      | –    | – | – | – | – | –  | –  | –   |

| Squadra 1        | Risultato   | Squadra 2        |
| 1ª giornata      | 1ª giornata | 1ª giornata      |
| ---------------- | ----------- | ---------------- |
| Radnik Bijeljina | 16 - 2      | Sparta Belfast   |
| Cefn Druids      | [ 6 ]       | Tirana           |
| 2ª giornata      |             |                  |
| Cefn Druids      | [ 6 ]       | Radnik Bijeljina |
| Tirana           | 7 - 3       | Sparta Belfast   |
| 3ª giornata      |             |                  |
| Sparta Belfast   | [ 6 ]       | Cefn Druids      |
| Tirana           | 2 - 7       | Radnik Bijeljina |

## Turno principale

### Percorso A

#### Gruppo 1
| Squadra          | P.ti | G | V | N | P | GF | GS | DR |
| ---------------- | ---- | - | - | - | - | -- | -- | -- |
| Sporting Lisbona | 7    | 3 | 2 | 1 | 0 | 14 | 5  | +9 |
| HIT Kiev         | 5    | 3 | 1 | 2 | 0 | 8  | 5  | +3 |
| Olmissum (H)     | 3    | 3 | 1 | 0 | 2 | 6  | 12 | -6 |
| Ayat             | 1    | 3 | 0 | 1 | 2 | 5  | 11 | -6 |

| Squadra 1        | Risultato   | Squadra 2        |
| 1ª giornata      | 1ª giornata | 1ª giornata      |
| ---------------- | ----------- | ---------------- |
| Sporting Lisbona | 2 - 2       | HIT Kiev         |
| Ayat             | 2 - 3       | Olmissum         |
| 2ª giornata      |             |                  |
| Ayat             | 1 - 6       | Sporting Lisbona |
| Olmissum         | 1 - 4       | HIT Kiev         |
| 3ª giornata      |             |                  |
| HIT Kiev         | 2 - 2       | Ayat             |
| Olmissum         | 2 - 6       | Sporting Lisbona |

#### Gruppo 2
| Squadra     | P.ti | G | V | N | P | GF | GS | DR  |
| ----------- | ---- | - | - | - | - | -- | -- | --- |
| Barcellona  | 9    | 3 | 3 | 0 | 0 | 10 | 1  | +9  |
| Anderlecht  | 6    | 3 | 2 | 0 | 1 | 8  | 4  | +4  |
| Loznica (H) | 3    | 3 | 1 | 0 | 2 | 4  | 5  | -1  |
| St. Andrews | 0    | 3 | 0 | 0 | 3 | 2  | 14 | -12 |

| Squadra 1   | Risultato   | Squadra 2   |
| 1ª giornata | 1ª giornata | 1ª giornata |
| ----------- | ----------- | ----------- |
| Barcellona  | 6 - 0       | St. Andrews |
| Anderlecht  | 2 - 1       | Loznica     |
| 2ª giornata |             |             |
| Anderlecht  | 1 - 2       | Barcellona  |
| Loznica     | 3 - 1       | St. Andrews |
| 3ª giornata |             |             |
| St. Andrews | 1 - 5       | Anderlecht  |
| Loznica     | 0 - 2       | Barcellona  |

#### Gruppo 3
| Squadra        | P.ti | G | V | N | P | GF | GS | DR |
| -------------- | ---- | - | - | - | - | -- | -- | -- |
| Palma (H)      | 9    | 3 | 3 | 0 | 0 | 16 | 8  | +8 |
| Qairat         | 4    | 3 | 1 | 1 | 1 | 9  | 8  | +1 |
| Haladás        | 2    | 3 | 0 | 2 | 1 | 4  | 6  | -2 |
| Differdange 03 | 1    | 3 | 0 | 1 | 2 | 7  | 14 | -7 |

| Squadra 1      | Risultato   | Squadra 2      |
| 1ª giornata    | 1ª giornata | 1ª giornata    |
| -------------- | ----------- | -------------- |
| Qairat         | 4 - 2       | Differdange 03 |
| Haladás        | 1 - 3       | Palma          |
| 2ª giornata    |             |                |
| Haladás        | 2 - 2       | Qairat         |
| Palma          | 9 - 4       | Differdange 03 |
| 3ª giornata    |             |                |
| Differdange 03 | 1 - 1       | Haladás        |
| Palma          | 4 - 3       | Qairat         |

#### Gruppo 4
| Squadra           | P.ti | G | V | N | P | GF | GS | DR  |
| ----------------- | ---- | - | - | - | - | -- | -- | --- |
| Benfica           | 7    | 3 | 2 | 1 | 0 | 22 | 3  | +19 |
| Étoile Lavalloise | 7    | 3 | 2 | 1 | 0 | 16 | 6  | +10 |
| Dobovec (H)       | 1    | 3 | 0 | 1 | 2 | 4  | 15 | -11 |
| United Galați     | 1    | 3 | 0 | 1 | 2 | 7  | 25 | -18 |

| Squadra 1         | Risultato   | Squadra 2         |
| 1ª giornata       | 1ª giornata | 1ª giornata       |
| ----------------- | ----------- | ----------------- |
| Benfica           | 2 - 2       | Étoile Lavalloise |
| United Galați     | 3 - 3       | Dobovec           |
| 2ª giornata       |             |                   |
| United Galați     | 0 - 12      | Benfica           |
| Dobovec           | 0 - 4       | Étoile Lavalloise |
| 3ª giornata       |             |                   |
| Étoile Lavalloise | 10 - 4      | United Galați     |
| Dobovec           | 1 - 8       | Benfica           |

### Percorso B

#### Gruppo 5
| Squadra             | P.ti | G | V | N | P | GF | GS | DR  |
| ------------------- | ---- | - | - | - | - | -- | -- | --- |
| Constract Lubawa    | 7    | 3 | 2 | 1 | 0 | 23 | 13 | +10 |
| Dinamo Zagabria (H) | 6    | 3 | 2 | 0 | 1 | 18 | 10 | +8  |
| Titograd            | 4    | 3 | 1 | 1 | 1 | 11 | 9  | +2  |
| Örebro              | 0    | 3 | 0 | 0 | 3 | 5  | 25 | -20 |

| Squadra 1        | Risultato   | Squadra 2        |
| 1ª giornata      | 1ª giornata | 1ª giornata      |
| ---------------- | ----------- | ---------------- |
| Titograd         | 4 - 4       | Constract Lubawa |
| Örebro           | 1 - 8       | Dinamo Zagabria  |
| 2ª giornata      |             |                  |
| Örebro           | 2 - 7       | Titograd         |
| Dinamo Zagabria  | 7 - 9       | Constract Lubawa |
| 3ª giornata      |             |                  |
| Constract Lubawa | 10 - 2      | Örebro           |
| Dinamo Zagabria  | 3 - 0       | Titograd         |

#### Gruppo 6
| Squadra          | P.ti | G | V | N | P | GF | GS | DR  |
| ---------------- | ---- | - | - | - | - | -- | -- | --- |
| Riga FC          | 9    | 3 | 3 | 0 | 0 | 25 | 6  | +19 |
| Plzeň (H)        | 4    | 3 | 1 | 1 | 1 | 11 | 16 | -5  |
| Gentofte         | 3    | 3 | 1 | 0 | 2 | 11 | 17 | -6  |
| Radnik Bijeljina | 1    | 3 | 0 | 1 | 2 | 12 | 20 | -8  |

| Squadra 1        | Risultato   | Squadra 2        |
| 1ª giornata      | 1ª giornata | 1ª giornata      |
| ---------------- | ----------- | ---------------- |
| Gentofte         | 1 - 9       | Riga FC          |
| Radnik Bijeljina | 5 - 5       | Plzeň            |
| 2ª giornata      |             |                  |
| Radnik Bijeljina | 3 - 6       | Gentofte         |
| Plzeň            | 1 - 7       | Riga FC          |
| 3ª giornata      |             |                  |
| Riga FC          | 9 - 4       | Radnik Bijeljina |
| Plzeň            | 5 - 4       | Gentofte         |

#### Gruppo 7
| Squadra      | P.ti | G | V | N | P | GF | GS | DR  |
| ------------ | ---- | - | - | - | - | -- | -- | --- |
| Prishtina 01 | 7    | 3 | 2 | 1 | 0 | 14 | 2  | +12 |
| Žalgiris (H) | 5    | 3 | 1 | 2 | 0 | 11 | 4  | +7  |
| KaDy         | 4    | 3 | 1 | 1 | 1 | 8  | 9  | -1  |
| AEL Limassol | 0    | 3 | 0 | 0 | 3 | 7  | 25 | -18 |

| Squadra 1    | Risultato   | Squadra 2    |
| 1ª giornata  | 1ª giornata | 1ª giornata  |
| ------------ | ----------- | ------------ |
| KaDy         | 0 - 6       | Prishtina 01 |
| AEL Limassol | 3 - 10      | Žalgiris     |
| 2ª giornata  |             |              |
| AEL Limassol | 2 - 7       | KaDy         |
| Žalgiris     | 0 - 0       | Prishtina 01 |
| 3ª giornata  |             |              |
| Prishtina 01 | 8 - 2       | AEL Limassol |
| Žalgiris     | 1 - 1       | KaDy         |

#### Gruppo 8
| Squadra         | P.ti | G | V | N | P | GF | GS | DR |
| --------------- | ---- | - | - | - | - | -- | -- | -- |
| Feldi Eboli (H) | 9    | 3 | 3 | 0 | 0 | 7  | 3  | +4 |
| Stalìca Minsk   | 6    | 3 | 2 | 0 | 1 | 8  | 5  | +3 |
| Lučenec         | 3    | 3 | 1 | 0 | 2 | 6  | 5  | +1 |
| Doukas          | 0    | 3 | 0 | 0 | 3 | 6  | 14 | -8 |

| Squadra 1     | Risultato   | Squadra 2     |
| 1ª giornata   | 1ª giornata | 1ª giornata   |
| ------------- | ----------- | ------------- |
| Stalìca Minsk | 5 - 2       | Doukas        |
| Lučenec       | 0 - 1       | Feldi Eboli   |
| 2ª giornata   |             |               |
| Lučenec       | 1 - 3       | Stalìca Minsk |
| Feldi Eboli   | 4 - 3       | Doukas        |
| 3ª giornata   |             |               |
| Doukas        | 1 - 5       | Lučenec       |
| Feldi Eboli   | 2 - 0       | Stalìca Minsk |

## Turno élite

### Gruppo A
| Squadra           | P.ti | G | V | N | P | GF | GS | DR |
| ----------------- | ---- | - | - | - | - | -- | -- | -- |
| Barcellona        | 7    | 3 | 2 | 1 | 0 | 12 | 4  | +8 |
| Riga FC (H)       | 6    | 3 | 2 | 0 | 1 | 12 | 11 | +1 |
| Étoile Lavalloise | 3    | 3 | 1 | 0 | 2 | 8  | 12 | -4 |
| Feldi Eboli       | 1    | 3 | 0 | 1 | 2 | 6  | 11 | -5 |

| Squadra 1         | Risultato   | Squadra 2         |
| 1ª giornata       | 1ª giornata | 1ª giornata       |
| ----------------- | ----------- | ----------------- |
| Barcellona        | 2 - 2       | Feldi Eboli       |
| Étoile Lavalloise | 4 - 5       | Riga FC           |
| 2ª giornata       |             |                   |
| Étoile Lavalloise | 0 - 7       | Barcellona        |
| Riga FC           | 5 - 4       | Feldi Eboli       |
| 3ª giornata       |             |                   |
| Feldi Eboli       | 0 - 4       | Étoile Lavalloise |
| Riga FC           | 2 - 3       | Barcellona        |

### Gruppo C
| Squadra              | P.ti | G | V | N | P | GF | GS | DR  |
| -------------------- | ---- | - | - | - | - | -- | -- | --- |
| Sporting Lisbona (H) | 9    | 3 | 3 | 0 | 0 | 20 | 4  | +16 |
| Anderlecht           | 6    | 3 | 2 | 0 | 1 | 14 | 7  | +7  |
| Loznica              | 3    | 3 | 1 | 0 | 2 | 5  | 19 | -14 |
| Haladás              | 0    | 3 | 0 | 0 | 3 | 6  | 15 | -9  |

| Squadra 1        | Risultato   | Squadra 2        |
| 1ª giornata      | 1ª giornata | 1ª giornata      |
| ---------------- | ----------- | ---------------- |
| Anderlecht       | 5 - 2       | Haladás          |
| Loznica          | 1 - 9       | Sporting Lisbona |
| 2ª giornata      |             |                  |
| Loznica          | 1 - 8       | Anderlecht       |
| Sporting Lisbona | 7 - 2       | Haladás          |
| 3ª giornata      |             |                  |
| Haladás          | 2 - 3       | Loznica          |
| Sporting Lisbona | 4 - 1       | Anderlecht       |

### Gruppo B
| Squadra          | P.ti | G | V | N | P | GF | GS | DR  |
| ---------------- | ---- | - | - | - | - | -- | -- | --- |
| Benfica          | 9    | 3 | 3 | 0 | 0 | 17 | 6  | +11 |
| Qairat           | 6    | 3 | 2 | 0 | 1 | 20 | 5  | +15 |
| Dobovec          | 1    | 3 | 0 | 1 | 2 | 6  | 14 | -8  |
| Prishtina 01 (H) | 1    | 3 | 0 | 1 | 2 | 6  | 24 | -18 |

| Squadra 1    | Risultato   | Squadra 2    |
| 1ª giornata  | 1ª giornata | 1ª giornata  |
| ------------ | ----------- | ------------ |
| Benfica      | 4 - 3       | Dobovec      |
| Qairat       | 11 - 2      | Prishtina 01 |
| 2ª giornata  |             |              |
| Qairat       | 2 - 3       | Benfica      |
| Prishtina 01 | 3 - 3       | Dobovec      |
| 3ª giornata  |             |              |
| Dobovec      | 0 - 7       | Qairat       |
| Prishtina 01 | 1 - 10      | Benfica      |

### Gruppo D
| Squadra          | P.ti | G | V | N | P | GF | GS | DR |
| ---------------- | ---- | - | - | - | - | -- | -- | -- |
| Palma (H)        | 7    | 3 | 2 | 1 | 0 | 10 | 6  | +4 |
| Constract Lubawa | 6    | 3 | 2 | 0 | 1 | 14 | 10 | +4 |
| HIT Kiev         | 4    | 3 | 1 | 1 | 1 | 11 | 11 | 0  |
| Olmissum         | 0    | 3 | 0 | 0 | 3 | 8  | 16 | -8 |

| Squadra 1        | Risultato   | Squadra 2        |
| 1ª giornata      | 1ª giornata | 1ª giornata      |
| ---------------- | ----------- | ---------------- |
| HIT Kiev         | 5 - 6       | Constract Lubawa |
| Olmissum         | 3 - 5       | Palma            |
| 2ª giornata      |             |                  |
| Olmissum         | 3 - 4       | HIT Kiev         |
| Palma            | 3 - 1       | Constract Lubawa |
| 3ª giornata      |             |                  |
| Constract Lubawa | 7 - 2       | Olmissum         |
| HIT Kiev         | 2 - 2       | Palma            |

## Final four
La final four si è tenuta tra il 3 e il 5 maggio 2024. Le partite si sono svolte presso l'Arena Demircian di Erevan. In caso di parità al termine delle partite il regolamento prevedeva due tempi supplementari di 5' e, in caso di ulteriore parità, lo svolgimento dei tiri di rigore. Nella finale 3º posto non erano previsti tempi supplementari. Il sorteggio si è svolto il 14 marzo a Erevan.

### Squadre qualificate
Le seguenti 4 squadre si sono qualificate alla Final Four.
Nella tabella le edizioni fino alla 2018 si sono disputate con la denominazione di Coppa UEFA, quelle dal 2019 in poi come Champions League. Sono mostrate solo le partecipazioni alla final four e alla final eight, nel 2002 e dal 2007 in poi.
Campione e squadra ospitante per l'anno in questione.
| Gruppo | Squadra          | Partecipazioni precedenti                                       |
| ------ | ---------------- | --------------------------------------------------------------- |
| A      | Barcellona       | 9 (2012, 2013, 2014, 2015, 2018, 2019, 2020, 2021, 2022)        |
| B      | Benfica          | 6 (2010, 2011, 2016, 2021, 2022, 2023)                          |
| C      | Sporting Lisbona | 10 (2002, 2011, 2012, 2015, 2017, 2018, 2019, 2021, 2022, 2023) |
| D      | Palma            | 1 (2023)                                                        |

### Tabellone
|  | Semifinali       | Semifinali       | Semifinali |       |            | Finale           | Finale           | Finale          |  |
|  |                  |                  |            |       |            |                  |                  |                 |  |
|  | Barcellona       | Barcellona       | 5          |       |            |                  |                  |                 |  |
|  | Barcellona       | Barcellona       | 5          |       |            |                  |                  |                 |  |
|  | Sporting Lisbona | Sporting Lisbona | 4          |       |            |                  |                  |                 |  |
|  | Sporting Lisbona | Sporting Lisbona | 4          |       | Barcellona | Barcellona       | 1                |                 |  |
|  |                  |                  |            |       | Barcellona | Barcellona       | 1                |                 |  |
|  |                  |                  | Palma      | Palma | 5          |                  |                  |                 |  |
|  | Benfica          | Benfica          | Palma      | Palma | 5          | 4 (3)            |                  |                 |  |
|  | Benfica          | Benfica          |            |       |            | 4 (3)            |                  |                 |  |
|  | Palma (dtr)      | Palma (dtr)      | 4 (4)      |       |            | Finale 3º posto  | Finale 3º posto  | Finale 3º posto |  |
|  | Palma (dtr)      | Palma (dtr)      | 4 (4)      |       |            |                  |                  |                 |  |
|  |                  |                  |            |       |            |                  |                  |                 |  |
|  |                  |                  |            |       |            | Sporting Lisbona | Sporting Lisbona | 3               |  |
|  |                  |                  |            |       |            | Sporting Lisbona | Sporting Lisbona | 3               |  |
|  |                  |                  |            |       |            | Benfica          | Benfica          | 6               |  |

### Semifinali
| Arbitri: | Ondřej Černý Denys Kutsyi Peter Nurse |
| Crono:   | Nicola Manzione                       |

|                                                   |                      |                                                         |
| Lúcio Jr. 6'16'’, 21'24'’, 36'32'’ Jacaré 10'59'’ | Marcatori            | 8'03'’, 38'38'’ Gordillo 33'46'’ Muller 37'30'’ Marcelo |
| Arthur B. Coelho A. Jesus Nunes V. Rocha          | Tiri di rigore 3 – 4 | Vilian Rômulo Neguinho Gordillo Marcelo                 |

| Arbitri: | Dejan Veselič Damian Grabowski Nicola Manzione |
| Crono:   | Peter Nurse                                    |

|                                                                                   |           |                                                            |
| Félix 8'20'’ (aut.) Fernández 8'48'’ Pérez 18'21'’ Catela 21'28'’ Matheus 31'10'’ | Marcatori | 0'54'’ T. Paçó 16'32'’ Zicky 17'22'’ Neves 23'58'’ Tatinho |

### Finale 3º posto
| Arbitri: | Dominykas Norkus Peter Nurse Damian Grabowski |
| Crono:   | Denys Kutsyi                                  |

|                                               |           |                                                                          |
| Rafagnin 19'53'’ Taynan 21'35'’ Zicky 38'08'’ | Marcatori | 8'55'’ Arthur 10'27'’, 21'21'’, 21'58'’ Higor 37'57'’, 39'34'’ Lúcio Jr. |

### Finale
| Arbitri: | Nikola Jelić Nicola Manzione Ondřej Černý |
| Crono:   | Dejan Veselič                             |

|                   |           |                                                                           |
| Fernández 14'59'’ | Marcatori | 18'15'’ Rômulo 19'53'’ Vilian 33'49'’, 39'52'’ Neguinho 39'39'’ Chaguinha |

## Classifica marcatori
— Squadra eliminata / inattiva in questo turno.

| Pos. | Giocatore | Squadra | PR | MR | ER | Final Four | Final Four | Final Four | Totale |
| Pos. | Giocatore | Squadra | PR | MR | ER | SF         | F3         | F          | Totale |
| ---- | --------- | ------- | -- | -- | -- | ---------- | ---------- | ---------- | ------ |

| Pos. | Giocatore | Squadra | PR | MR | ER | Final Four | Final Four | Final Four | Totale |
| Pos. | Giocatore | Squadra | PR | MR | ER | SF         | F3         | F          | Totale |
| ---- | --------- | ------- | -- | -- | -- | ---------- | ---------- | ---------- | ------ |